# Tossal Roig (els Garidells)
El Tossal Roig és una muntanya de 152 metres que es troba al municipi dels Garidells, a la comarca de l'Alt Camp. Al cim podem hi ha un vèrtex geodèsic (núm. 267135017 de l'ICGC).